# Adampol (osada leśna w województwie lubelskim)
Adampol – osada leśna w Polsce, położona w województwie lubelskim, w powiecie włodawskim, w gminie Wyryki.
W latach 1975–1998 miejscowość administracyjnie należała do województwa chełmskiego.